# Podskalie
Podskalie este o comună slovacă, aflată în districtul Považská Bystrica din regiunea Trenčín. Localitatea se află la altitudinea de 358 m deasupra n.m., se întinde pe o suprafață de 7,68 km2 și în 2017 număra 125 de locuitori.

## Istoric
Localitatea Podskalie este atestată documentar din 1235.

## Demografie
| An:                | 1994 | 2004    | 2014    | 2024    |
| ------------------ | ---- | ------- | ------- | ------- |
| Număr de persoane: | 167  | 146     | 128     | 153     |
| Diferență:         |      | −12,57% | −12,32% | +19,53% |

| An:                | 2023 | 2024 |
| ------------------ | ---- | ---- |
| Număr de persoane: | 153  | 153  |
| Diferență:         |      | +0%  |